# Пам'ятки Ромен
В місті Ромни на обліку перебувають 25 пам'яток архітектури, 7 пам'яток монументального мистецтва і 34 історичні пам'ятки.

## Пам'ятки архітектури
| №  | Пам'ятка                                                                                         | Датування                 | Місцезнаходження             |
| -- | ------------------------------------------------------------------------------------------------ | ------------------------- | ---------------------------- |
| 1  | Банк                                                                                             | 19 ст.                    | вул. Соборна, 1.             |
| 2  | Богоугодний заклад Флігелі; Огорожа з кордегардіями.                                             | 1824-1826 (шпиталь)       | Московський б-р, 29.         |
| 3  | Вознесенська церква з дзвіницею                                                                  | 1795-1895                 | вул. Соборна, 16.            |
| 4  | Всіхсвятська церква                                                                              | 1866-1873                 | вул. Дудіна, 4               |
| 5  | Дача Бодюха                                                                                      | 1905 м.                   | Ромни, вул. Терновецька, 93. |
| 6  | Духовне училище                                                                                  | 1885                      | вул. Монастирська, 8.        |
| 7  | Житловий будинок                                                                                 | 1926 — 1927               | вул. Луначарського, 50.      |
| 8  | Житловий будинок залізничників                                                                   | 1938                      | вул. Коржівська, 6.          |
| 9  | Житловий будинок Паневіна                                                                        | 18-19 ст. (архіт.).       | вул. Щербакова, 2.           |
| 10 | Жіноча гімназія                                                                                  | 1848                      | вул. Пушкіна, 15.            |
| 11 | Земська лікарня                                                                                  | 1905-1907                 | Московський б-р, 24.         |
| 12 | Комплекс пам'яток: Місце проведення Іллінського ярмарку, торгові ряди Гостиннодвірського майдану | 17-19 ст. (іст., архіт.). | площа Базарна                |
| 13 | Костел                                                                                           | 1906                      | вул. Горького, 246           |
| 14 | Купецький торговельний будинок                                                                   | 1910                      | б-р Свободи, 28.             |
| 15 | Міське училище                                                                                   | 1895                      | вул. Соборна, 43.            |
| 16 | Народне училище                                                                                  | 1805                      | вул. Соборна, 33.            |
| 17 | Особняк                                                                                          | 19 ст.                    | вул. Аптекарська, 4.         |
| 18 | Особняк Вахрамєєва                                                                               | 1910 (архіт.).            | вул. Аптекарська, 6.         |
| 19 | Паровий млин Рубінчика                                                                           | 1905 (архіт., іст.).      | вул. Горького, 106.          |
| 20 | Повітова скарбниця                                                                               | 1820                      | вул. Соборна, 45.            |
| 21 | Поштова контора                                                                                  | 1820                      | вул. Соборна, 35.            |
| 22 | Роменське відділення Державного банку                                                            | 1915                      | вул. Миколаївська, 19, 21.   |
| 23 | Святодухівський собор з теплою церквою                                                           | 1747–1867 .               | пл. Базарна, 15              |
| 24 | Торгові ряди                                                                                     | 1864                      | вул. Урицького               |
| 25 | Школа № 3                                                                                        | 1935                      | б-р Шевченка, 16.            |
|    |                                                                                                  |                           |                              |

## Пам'ятки монументального мистецтва
| № | Охронний номер | Назва                                                                                          | Місце                             | Рік встановлення | Автори                                                                          |
| - | -------------- | ---------------------------------------------------------------------------------------------- | --------------------------------- | ---------------- | ------------------------------------------------------------------------------- |
| 1 | 76             | Пам'ятник Т. Г. Шевченку                                                                       | Бульвар Шевченка                  | 1918рек. 1982    | скульптор и: І. П. Кавалерідзе В. М. Клоков Б. С. Довгань архітекторФ. І. Юр'єв |
| 2 | 1330           | Пам'ятник герою громадянської війни командарму І-го рангу І. Ф. Федьку                         | Вул. Горького, привокзальна площа | 1977             | скульптор Б. Є. Клімушко, архітектор С. М. Миргородський                        |
| 3 | 64             | Пам'ятник на честь героїв революції                                                            | Бульвар Свободи                   | 1921             | скульптор І. П. Кавалерідзе                                                     |
| 4 | 69             | Пам'ятник на могилі корифея українського театру Г. П. Затиркевич-Карпінської                   | Кладовище, вул. Дудіна            | 1956             | скульптор Я. Д. Красножон                                                       |
| 5 | 1361           | Пам'ятник Матері-героїні О. Д. Деревській                                                      | Вул. Монастирська, 57             | 1982             | скульптор и В. О. Міненко, А. М. Синько                                         |
| 6 |                | Меморіальна дошка на фасаді будинку, в якому у 1918 −1923 рр. жив і працював І. П. Кавалерідзе | Вул. Пушкіна, 34                  | 1987, виявл.1999 | скульптор І. В. Макогонархітектор В. Г. Гнєзділов                               |
| 7 |                | Пам'ятник на могилі народного артиста України С. І. Шкурата                                    | Кладовище, вул. Дудіна            | 1974 виявл. 1999 | скульптор Я. Д. Красножон                                                       |

## Пам'ятки історії
| №  | Назва | Місце                                                                             | Охоронний номер |
| -- | --- | --------------------------------------------------------------------------------- | --------------- |
| 1  | Братська могила жертв класової боротьби | Вул. Дудіна, кладовище                                                            | 1314            |
| 2  | Могила Свірського І. Л. — учасника першої оборони Севастополя | Вул. Дудіна, кладовище                                                            |                 |
| 3  | Братська могила радянських воїнів | Вул. Полтавська, 32                                                               | 68              |
| 4  | Група могил: братська могила радянських воїнів, одиночні могили (2) Варчука М. І. і Прокопенка Г. М. — Героїв Радянського Союзу                                                                                              | Вул. Горького, 91                                                                 | 63              |
| 5  | Група братських могил (4) радянських воїнів та пам'ятник воїнам-землякам | Вул. Петропавлівська, 9                                                           | 67              |
| 6  | Група братських могил радянських воїнів | Вул. Дудіна, кладовище                                                            | 65              |
| 7  | Група братських (10) та індивідуальних (22) могил радянських воїнів та жертв фашизму | Вул. Дудіна, кладовище                                                            | 1352            |
| 8  | Братська могила радянських воїнів | Урочище Бедюкова дача                                                             | 1349            |
| 9  | Братська могила жертв фашизму | Вул. Прокопенка, територія кар'єру цегельного заводу                              | 1350            |
| 10 | Братська могила жертв фашизму | Біля очисних споруд, на схилі Зеленого яру, поруч з залізницею Бахмач — Кременчук | 71              |
| 11 | Братська могила жертв фашизму | Вул. Дудіна, кладовище                                                            | 1351            |
| 12 | Місце колодязя, в який скидали тіла жертв фашизму | Вул. Коржівська, 42                                                               | 1355            |
| 13 | Могила Божка О. А., який загинув у Афганістані | Мікрорайон Процівка, кладовище                                                    |                 |
| 14 | Могила Давиденка О. В., який загинув у Афганістані | Вул. Дудіна, кладовище                                                            |                 |
| 15 | Могила Зінченка С. М., який загинув у Афганістані | Мікрорайон Лозове, кладовище                                                      |                 |
| 16 | Могила Кондакова О. О., який загинув у Афганістані | Вул. Дудіна, кладовище                                                            |                 |
| 17 | Могила Уманця А. О., який загинув у Афганістані | Мікрорайон Процівка, кладовище                                                    |                 |
| 18 | Могила Шепеля С. А., який загинув у Афганістані | Вул. Дудіна, кладовище                                                            |                 |
| 19 | Могила Стратейчука І. І. — Героя Радянського Союзу | Вул. Дудіна, кладовище                                                            |                 |
| 20 | Могила Курилова І. О. — краєзнавця | Біля Святодухівського собору                                                      |                 |
| 21 | Могила Затиркевич -Карпинської Г. П. — корифея українського театру | Вул. Дудіна, кладовище                                                            | 69              |
| 22 | Могила Шкурата С. І. — народного артиста України | Вул. Дудіна, кладовище                                                            |                 |
| 23 | Могила Ключини П. Ю. — українського письменника | Вул. Дудіна, кладовище                                                            | 1343            |
| 24 | Могила Бажанова М. Д. — українського письменника | Вул. Дудіна, кладовище                                                            |                 |
| 25 | Могила Деревської О. А.- Матері — Героїні | Вул. Дудіна, кладовище                                                            | 1353            |
| 26 | Будинок, в якому з 5 січня по 21 березня 1918 року розмішався повітовий ревком | Вул. Коржівська, 80                                                               | 72              |
| 27 | Будинок, в якому відбулися: 9 березня 1923 року — перша окружна конференція КП(б)У, 5 вересня 1923 року — перша окружна конференція Спілки радянських працівників, 7 жовтня 1923 року — перша окружна конференція профспілок | Бульвар Шевченка, 7                                                               | 1362            |
| 28 | Будинок колишнього реального училища, в якому навчався Йоффе А. Ф. — академік АН СРСР, Герой Соціалістичної Праці | Вул. Соборна, 33                                                                  | 1327            |
| 29 | Будинок, в якому жив і працював Кавалерідзе І. П. — кінорежисер, драматург, скульптор, народний артист України | Вул. Пушкіна, 34                                                                  |                 |
| 30 | Будинок, в якому жив і працював Ключина П. Ю. — український письменник | Вул. Коржівська, 15                                                               | 1363            |
| 31 | Будинок, в якому жив і працював Бажанов М. Д. — український письменник | Вул. Соборна, 9                                                                   |                 |
| 32 | Будинок, в якому жила Деревська О. А. — Мати — Героїня | Вул. Інтернаціональна, 14                                                         | 1364            |
| 33 | Місце проведення Іллінського ярмарку | Площа Базарна                                                                     |                 |
| 34 | Паровий млин | Вул. Горького, 106                                                                |                 |
|    | |                                                                                   |                 |